# 김기훈 (프로게이머)
김기훈(1993년 5월 11일 ~ )은 대한민국의 전직 스타크래프트 프로게이머이다. Lazy라는 아이디를 사용하며, 종족은 프로토스이다.
2010년 하반기 드래프트에서 이스트로의 3차 지명으로 입단하였다.
2010년 10월 이스트로의 해체로 이스트로 선수단 공개 드래프트를 통해 MBC게임 히어로에 영입되었다.
2011년 MBC게임 히어로의 해체로 인한 해체 게임단 공개 포스팅에서 지명을 받지 못했지만 이후 STX SouL에 입단하였다.
2012년 1월 26일 웨이버 공시 되어 프로게이머를 은퇴하게 된다.

## 수상 경력
- 2010년 1월 제54회 스타크래프트 준프로게이머 선발전 입상
- 2013년 4월 아이템베이 8차 소닉 스타리그 16강
- 2013년 8월 아프리카TV 리오배 스타크래프트BJ리그 준우승
- 2014년 1월 픽스 9차 소닉 스타리그 32강
- 2015년 1월 스베누 10차 소닉 스타리그 32강
- 2015년 5월 스베누 스타리그 시즌 2 챌린지 24강
- 2017년 4월 ASL (아프리카TV 스타리그) 시즌 3 24강
- 2017년 9월 ASL (아프리카TV 스타리그) 시즌 4 24강